# Kiyomi Asai
Kiyomi Asai (浅井 清己, Asai Kiyomi), née le 12 avril 1974 à Tōkyō, est une seiyū (doubleuse japonaise).

## Rôles notables
- Baki the Grappler (Nina, Yasuko)
- Bleach (Lilynette Gingerback)
- Darker Than Black (July)
- The Cosmopolitan Prayers (Iko Su/Dianrayer)
- Flame of Recca (Ganko Morikawa)
- Kimi ga Nozomu Eien
- Mai-OtoHiME
- Mai-HiME
- Naruto